# Griburius montezuma
Griburius montezuma är en skalbaggsart som först beskrevs av Christian Wilhelm Ludwig Eduard Suffrian 1852.  Griburius montezuma ingår i släktet Griburius och familjen bladbaggar. Inga underarter finns listade i Catalogue of Life.